# Rivière Palmarolle
Pour les articles homonymes, voir Palmarolle (homonymie).
La rivière Palmarolle est un affluent de la rivière Dagenais, coulant dans les municipalités de Rapide-Danseur, de Sainte-Germaine-Boulé, dans la municipalité régionale de comté (MRC) d’Abitibi-Ouest), dans la région administrative de l’Abitibi-Témiscamingue, au Québec, au Canada.
La rivière Palmarolle coule en territoire agricole et forestier. L’agriculture constitue la principale activité économique de ce bassin versant ; la foresterie en second.
Le bassin versant de la rivière Palmarolle est desservi par la route 393 (dans le sens nord-sud), le chemin du rang 1er et 10e, le chemin du rang 2e et 3e et la route du 3e au 4e rang.
Annuellement, la surface de la rivière est habituellement gelée de la mi-novembre à la mi-avril, toutefois la circulation sécuritaire sur la glace se fait généralement de la mi-décembre à la fin mars.

## Géographie
La rivière Palmarolle prend sa source d’un petit lac non identifié dont le côté sud comporte une zone de marais dans la partie nord de la municipalité de Rapide-Danseur. Ce lac est situé à 0,9 km à l'ouest de la route 393, à 0,9 km au sud du chemin du 10e et 1er rang de Galichan et à 6,2 km à l'est de la rivière Duparquet.
Les principaux bassins versants voisins de la rivière Palmarolle sont :
- côté nord : rivière Dagenais, Lac Abitibi, rivière La Sarre, ruisseau du Lièvre ;
- côté est : rivière Dagenais, rivière Poularies, rivière Loïs ;
- côté sud : rivière Poularies, lac Duparquet, rivière Lanaudière, rivière D'Alembert ;
- côté ouest : rivière Duparquet, rivière du Québec, rivière Mattawasaga (Ont.), lac Abitibi.

À partir de sa source, la rivière Palmarolle coule sur environ 13 km selon les segments suivants :
- 1,5 km vers le nord-est, jusqu’à la route 393 ;
- 2,6 km vers le nord-est, en formant une courbe vers le sud, jusqu’à au chemin du 1er et 10e rang ;
- 6,2 km vers le nord-est en zone agricole, en formant une courbe vers le sud, jusqu’à au chemin du 2e et 3e rang ;
- 4,3 km vers le nord en serpentant par endroits en zone agricole et forestière, ainsi qu’en passant à l'ouest du village de Sainte-Germaine, jusqu’à son embouchure[3]

Cette  embouchure est localisée à :
- 10,1 km au sud-est de l’embouchure de la rivière Dagenais ;
- 6,9 km au sud-est du centre du village de Palmarolle ;
- 27,7 km à l’est de la frontière de l’Ontario ;
- 77,5 km à l’est de l’embouchure du Lac Abitibi (en Ontario) ;
- 42,2 km au nord-ouest du centre-ville de Rouyn-Noranda.

L’embouchure de la rivière Palmarolle est située dans un coude de rivière, sur la rive sud de la rivière Dagenais. De là, le courant coule sur 8,2 km vers le nord-ouest, jusqu’à l’embouchure de la rivière Dagenais. À partir de cette embouchure, le courant traverse le lac Abitibi sur 87,5 km vers l'ouest, en contournant cinq grandes presqu’îles s’avançant vers le nord et plusieurs îles.
À partir de l’embouchure du lac Abitibi, le courant emprunte le cours de la rivière Abitibi, puis de la rivière Moose (Ontario) pour aller se déverser sur la rive sud de la baie James.

## Toponymie
Cet hydronyme évoque l’œuvre de vie de François-Pierre-André Bertrand de Palmarolle de la compagnie de Palmarolle. Devenu sous-lieutenant, au régiment de la Sarre, le 1er juin 1734, il est promu lieutenant le 31 octobre de la même année, puis capitaine le 6 juillet 1740. François-Charles est nommé chevalier de Saint-Louis le 28 janvier 1750. Le 22 mars 1756, il passe dans la compagnie des grenadiers du 2e bataillon, dont il prend le commandement. Il part pour le Canada le 2 avril 1756, afin de prendre part à la guerre de Sept Ans. Blessé légèrement une première fois aux combats du fort George à Chouagen (aujourd'hui Oswego aux États-Unis) sur le lac Ontario en août 1756, puis il fut blessé mortellement le 28 avril 1760, lors de la bataille de Sainte-Foy, il décède à l'Hôpital général de Québec, le 3 mai suivant.
Le toponyme « rivière Palmarolle » a été officialisé le 5 décembre 1968 à la Commission de toponymie du Québec, soit à la création de cette commission.